# Juan Manuel Barrientos
Juan Manuel Barrientos (Lomas de Zamora, 4 marzo 1982) è un ex calciatore argentino, di ruolo centrocampista.

## Carriera
Cresciuto calcisticamente nelle giovanili del Racing Club, nella stagione 2003-2004 gioca 3 partite nella massima serie argentina. Nel 2004 passa al Textil Mandiyú, militante nel Torneo Argentino B - all'epoca la quarta divisione del campionato argentino - dove segna 4 reti in 10 partite. Nel 2005 viene acquistato dal Lorient, con cui colleziona 11 presenze nella seconda divisione francese. Nel 2007 firma un contratto con i greci del Thrasyvoulos, dove rimane per due stagioni, prima in seconda divisione e poi in massima serie, racimolando 47 presenze e 2 reti. Nel 2010 si trasferisce agli ecuadoriani dell'Olmedo, dove gioca 6 partite nella massima serie locale. Da settembre a dicembre, sempre nello stesso anno, milita nel Trikala, nella seconda divisione greca. All'inizio del 2011, durante la pausa invernale di calciomercato, si trasferisce alla Lokomotiv Plovdiv, giocando una partita nella massima serie bulgara. Chiude la sua carriera nel Dep. Laferrere, giocando per due stagioni nella quarta divisione argentina.

## Statistiche

### Presenze e reti nei club
| Stagione            | Squadra             | Campionato          | Campionato | Campionato | Coppe nazionali | Coppe nazionali | Coppe nazionali | Coppe continentali | Coppe continentali | Coppe continentali | Altre coppe | Altre coppe | Altre coppe | Totale | Totale |
| Stagione            | Squadra             | Comp                | Pres       | Reti       | Comp            | Pres            | Reti            | Comp               | Pres               | Reti               | Comp        | Pres        | Reti        | Pres   | Reti   |
| ------------------- | ------------------- | ------------------- | ---------- | ---------- | --------------- | --------------- | --------------- | ------------------ | ------------------ | ------------------ | ----------- | ----------- | ----------- | ------ | ------ |
| 2003-2004           | Racing Club         | PD                  | 3          | 0          |                 | -               | -               |                    | -                  | -                  |             | -           | -           | 3      | 0      |
| 2004-2005           | Textil Mandiyú      | TAB                 | 10         | 4          |                 | -               | -               |                    | -                  | -                  |             | -           | -           | 10     | 4      |
| 2005-2006           | Lorient             | L2                  | 11         | 0          | CF+CdL          | 1+1             | 0               |                    | -                  | -                  |             | -           | -           | 13     | 0      |
| 2007-2008           | Thrasyvoulos        | BE                  | 26         | 2          | CG              | 5               | 4               |                    | -                  | -                  |             | -           | -           | 31     | 6      |
| 2008-2009           | Thrasyvoulos        | SL                  | 21         | 0          | CG              | 1               | 0               |                    | -                  | -                  |             | -           | -           | 22     | 0      |
| Totale Thrasyvoulos | Totale Thrasyvoulos | Totale Thrasyvoulos | 47         | 2          |                 | 6               | 4               |                    | -                  | -                  |             | -           | -           | 53     | 6      |
| 2010                | Olmedo              | A                   | 6          | 0          |                 | -               | -               |                    | -                  | -                  |             | -           | -           | 6      | 0      |
| set.-dic. 2010      | Trikala             | FL                  | 7          | 0          | CG              | 3               | 0               |                    | -                  | -                  |             | -           | -           | 10     | 0      |
| gen.-mag. 2011      | Lokomotiv Plovdiv   | A-PFG               | 1          | 0          | CB              | 0               | 0               |                    | -                  | -                  |             | -           | -           | 1      | 0      |
| Totale carriera     | Totale carriera     | Totale carriera     | 85         | 6          |                 | 11              | 4               |                    | -                  | -                  |             | -           | -           | 96     | 10     |